# Ökozid
Die Bezeichnung Ökozid wird in unterschiedlichen Zusammenhängen mit verschiedenen Bedeutungsinhalten im Umfeld massiver Naturzerstörung verwendet. Im allgemeinsten Sinn bezieht er sich auf die Zerstörung natürlicher globaler Gemeingüter.

## Begriff und Bedeutungsinhalte
Die erste Verwendung des Begriffs findet sich auf der Conference on War and National Responsibility in Washington DC 1970. Dort schlug der Botaniker und Bioethiker Arthur Galston (1920–2008) eine internationale Vereinbarung zum Bann von Ökoziden vor. Seit den 1990er Jahren spielt der Begriff auch im internationalen Recht eine Rolle.

### Kampfstoffeinsätze
Die zum Teil tödlichen Langzeitfolgen von Kampfstoffeinsätzen, die unter anderem zu einer Schädigung des Erbguts führen können, wie beispielsweise in Vietnam geschehen (vergleiche Agent Orange). Dieser Kampfstoffeinsatz, dessen Folgen in den 1960er Jahren von Arthur Galston erforscht wurden, hat die Diskussion um Ökozide maßgeblich ausgelöst.

### Raubbau durch extraktive Industrien
Exzessive Formen des Bergbaus (Fracking, überdimensionierte Tagebaue), der Waldnutzung (Abholzung tropischer Wälder) oder der Fischerei (z. B. Dynamitfischen) werden wegen ihrer weitreichenden Umweltauswirkungen ebenfalls als Ökozid bezeichnet.

### Umweltzerstörung und Klimawandel
Die von der industriellen Zivilisation verursachte allgemeine Umweltzerstörung, die durch eine Störung des ökologischen Gleichgewichts aufgrund massiver Umweltverschmutzung hervorgerufen wird. Der US-amerikanische Evolutionsbiologe und Biogeograph Jared Diamond sagt unseren heutigen Gesellschaften den Untergang voraus, sollte das ökologische Bewusstsein den Wettlauf gegen Umweltzerstörung und Ressourcenzerstörung verlieren. Im 21. Jahrhundert ist die Klimaveränderung durch Emissionen von Treibhausgasen so weit fortgeschritten, dass jede weitere Aufheizung der Erdatmosphäre ökozide Wirkungen erreichen könnte.

### Folgen: Genozid und Ethnozid
Genozid wird die Ausrottung einer Ethnie oder eines Volks durch die ökologische Zerstörung seiner natürlichen Lebensgrundlagen genannt, wie dies beispielsweise bei mehreren indigenen Völkern im brasilianischen Regenwald geschehen ist. Schleichende Ökozide können sich auch ohne Einwirkung fremder Völker oder Mächte ereignen, wenn eine Population langfristige ökologische Trends oder ihren eigenen Beitrag zur Zerstörung der Ökologie nicht erkennt und keine räumlichen Ausweichmöglichkeiten oder Möglichkeiten zum Import fehlender Ressourcen besitzt. Ethnozid nennt man die erzwungene Aufgabe der kulturellen Eigenständigkeit eines Volks durch die ökologische Zerstörung seiner Kulturlandschaft.

## Straftatbestand
Mehrere Länder haben den Ökozid als Verbrechen innerhalb ihrer Grenzen strafrechtlich kodifiziert. Im internationalen Recht ist Ökozid noch nicht definiert. Es gibt jedoch internationale Initiativen, Ökozid als fünftes Verbrechen neben Völkermord, Verbrechen gegen die Menschlichkeit, Kriegsverbrechen und Verbrechen der Aggression im Römischen Statut des Internationalen Strafgerichtshofs aufzuführen.

## Ökozid in Kunst, Literatur und Medien
- Andres Veiel: Ökozid. Fernsehfilm Deutschland 2020 (Erstausstrahlung am 18. November 2020 in der ARD, bis Februar 2021 in der ARD Mediathek).[6]